# Diospyros baranensis
Diospyros baranensis är en tvåhjärtbladig växtart som beskrevs av Paul Lecomte. Diospyros baranensis ingår i släktet Diospyros och familjen Ebenaceae.

## Underarter
Arten delas in i följande underarter:
- D. b. baranensis
- D. b. thoreliana